# ائتلاف میهنی عراق
ائتلاف میهنی عراق (به عربی: الحركة الوطنية العراقية) موسوم به ائتلاف العراقیة یک ائتلاف سیاسی انتخاباتی در عراق به رهبری ایاد علاوی است که در انتخابات پارلمانی ۲۰۱۰ به پیروزی دست یافت. این ائتلاف که خود را جریانی سکولار و فراقومی معرفی می‌کند با اتحاد سه‌گانه ایاد علاوی، نخست‌وزیر سابق و سیاست‌مدار شیعه سکولار، صالح مطلک سیاست‌مدار سنی ملی‌گرا و طارق الهاشمی معاون رئیس‌جمهور وقت عراق شکل گرفته است. محمود المشهدانی، عدنان باجه‌جی و جبهه ترکمنی عراق از دیگر سیاست‌مداران و احزاب مهمی بودند که به این ائتلاف پیوستند.
از مهمترین وعده‌های تبلیغاتی این ائتلاف پایان بخشیدن به دخالت کشورهای خارجی در امور داخلی عراق بود. مهمترین انتقادی که از این ائتلاف صورت می‌گرفت نیز به ارتباط آن‌ها با اعضای حزب منحل‌شده بعث مربوط می‌شد. ایاد علاوی و صالح مطلک هر دو در گذشته سابقهٔ عضویت در حزب بعث را داشته‌اند. با این حال رهبران این ائتلاف بر این نکته تأکید می کردند که آشتی ملی در عراق باید بعثی‌هایی را که دست‌شان به خون آلوده نیست هم شامل شود. البته کمیسیون انتخابات عراق صلاحیت صالح مطلک را برای شرکت در انتخابات رد کرد. 

## احزاب
- فهرست میهنی عراق به رهبری ایاد علاوی
- جبهه ترکمن‌های عراق
- جبهه گفتگوی میهنی عراق به رهبری صالح مطلک
- فهرست تجدید به رهبری طارق الهاشمی

## نتیجه انتخابات ۲۰۱۰
العراقیه با کسب ۹۱ کرسی از مجموع ۳۲۵ کرسی در ردهٔ اول انتخابات قرار گرفت. بهترین نتایج العراقیه در مناطق سنی‌نشین بود. این ائتلاف در ۵ استان دیاله، انبار، صلاح‌الدین، نینوا و کرکوک در مقام اول جای گرفت.
| استان            | درصد | کرسی‌های برده | مجموع کرسی‌ها |
| ---------------- | ---- | ------------ | ------------ |
| انبار            |      | ۱۱           | ۱۴           |
| بابل             |      | ۳            | ۱۶           |
| بغداد            |      | ۲۴           | ۶۸           |
| بصره             |      | ۳            | ۲۴           |
| ذی‌قار            |      | ۱            | ۱۸           |
| دیاله            |      | ۸            | ۱۳           |
| دهوک             |      | ۰            | ۱۰           |
| اربیل            |      | ۰            | ۱۴           |
| کربلا            |      | ۱            | ۱۰           |
| کرکوک            |      | ۶            | ۱۲           |
| میسان            |      | ۰            | ۱۰           |
| المثنی           |      | ۰            | ۷            |
| نجف              |      | ۰            | ۱۲           |
| نینوا            |      | ۲۰           | ۳۱           |
| قادسیه           |      | ۲            | ۱۱           |
| صلاح‌الدین        |      | ۸            | ۱۲           |
| سلیمانیه         |      | ۰            | ۱۷           |
| واسط             |      | ۲            | ۱۱           |
| کرسی‌های علی‌البدل |      | ۲            | ۷            |
| اقلیت‌ها          |      | ۰            | ۸            |
| مجموع:           |      | ۹۱           | ۳۲۵          |